# Петров, Михаил Платонович
Михаи́л Плато́нович Петро́в (9 октября 1906, Зуевка, Российская Империя — 6 июня 1978, Ленинград, СССР) — советский ботанико-географ, академик Туркменской ССР (1951—1978) и её вице-президент (1951—1956).

## Биография
Родился Михаил Петров 9 октября 1906 года в Зуевке (ныне — Кировская область РФ). После окончания средней школы переехал в Ленинград, где поступил в ЛенГУ, который окончил в 1930 году. Будучи студентом ЛенГУ, с 1928-по 1934 год работал в филиалах Всесоюзного института растениеводства. В 1941 году избран на должность директора биологического института. Данную должность Михаил Платонович занимает до 1944 года. С 1944 года Михаил Платонович связывает свою жизнь со Средней Азией и с 1944-по 1947 год занимал должность профессора биологии Ашхабадского педагогического института, одновременно с этим с 1944-по 1946 год занимал должность заместителя президиума Туркменского филиала АН СССР. В 1947 году возвращается в Ленинград и вплоть до 1951 года заведовал кафедрой ботаники Ленинградского педагогического института. В 1956 году вновь отправляется в Туркменистан, где 2 года преподавал в ТуркмГУ, а в 1958 году возвращается в Ленинград, где до самой смерти преподавал в ЛенГУ.
Скончался Михаил Петров 6 июня 1978 года в Ленинграде.

## Научные работы
Основные научные работы посвящены физико-географическому, ботаническому и экологическому исследованию пустынь и полупустынь Центральной и Средней Азии, Ирана.
- Изучал их генезис, классификацию, растительные ресурсы.
- Проводил геоботаническое районирование Туркмении и Ирана.

## Членство в обществах
- 1951-56 — Председатель отделения биологических и сельскохозяйственных наук АН Туркменской ССР.
- 1970-78 — Вице-президент Географического общества СССР.

## Награды и премии
- ? — Орден Ленина.
- ? — Орден «Знак Почёта».
- 1969 — Большая золотая медаль Географического общества СССР.
- 1981 — Государственная премия СССР (посмертно).

## Растения, названные именем М. П. Петрова
- Saussurea petrovii Lipsch. (1972)
- Synstemon petrovii Botsch. (1959)

## Список использованной литературы
- Биологи. Биографический справочник. — Киев: Наукова думка, 1984. — 816 с.: ил
- Родин Л. Е., Заленский О. В. Памяти Михаила Платоновича Петрова (26 IX 1906 — 6 VI 1978) // Ботанический журнал. — 1978. — Т. 63, № 8. — С. 1231—1233. — ISSN 0006-8136.